# Marco Käppeli
Marco Käppeli (* 1. März 1951 in Basel) ist ein Schweizer Jazzschlagzeuger.

## Leben
Käppeli studierte an der Swiss Jazz School in Bern. Zusammen mit John Wolf Brennan und Thomas Dürst spielte er im Quintett „Impetus“, mit eigenen Gruppen 1985 und 1986 auf dem Jazz Festival Willisau, dem JazzFest Berlin oder dem Montreux Jazz Festival. Mit Hans Koch und Martin Schütz war er in der Gruppe Koch-Schütz-Käppeli 1990 auf Asientournee und mit der Gruppe von Peter Schärli in Russland. Er arbeitet regelmässig mit der eigenen „Marco Käppeli Selection“ (CD „Lava-Bowle“), mit der Gruppe „Interkantonale Blasabfuhr“ und anderen Projekten von Albin Brun, mit Joe Malingas „Southern African Force“ und mit der „Alpine Experience“ oder Omri Ziegeles „Billiger Bauer“. Er war auch an Einspielungen der „Alpine Jazz Herd“ und von „Day & Taxi“ beteiligt.
Käppeli arbeitete ebenso als Schauspieler u. a. am Theater am Neumarkt, dem Theater an der Winkelwiese, am Theaterhaus Gessnerallee und als Musiklehrer an der Neuen Kantonsschule Aarau.